# Hành Thuận
Hành Thuận là một xã thuộc huyện Nghĩa Hành, tỉnh Quảng Ngãi, Việt Nam.
Xã Hành Thuận có diện tích 8,26 km², dân số năm 2005 là 7516 người, mật độ dân số đạt 909,9 người/km².
Có 7 thôn: Đại An Đông 1, Đại An Đông 2, Đại An Tây 1, Đại An Tây 2, Phúc Minh, Phú Định, Xuân An;